# Андреас фон Фельфен
Андреас фон Фельфен (*Andreas von Velven, 1201 —1263) — 4-й магістр Лівонського ордену в 1248—1253 роках.

## Біографія

### Перше урядування
Походив з німецького шляхетського роду Фельфен (Фельбен), міністеріалів Зальцбурзького архієпископства. Син Ульріха фон Фельфена. Народився 1201 року в родовому замку Фельбен в Пінцау.
Був комтуром Риги. 1241 року обирається тимчасовим очільником Лівонського ордену. Невдовзі вимушений був придушувати повстання на острові Езель. Після успішних військових дій Андреас фон Фельфен змусив ельців повернутися дохристиянства та визнати зверхність від Лівонського ордену (одночасно з залежністю від Езель-Віцького єпископства).
Продовжив агресивну політику стосовно Новгородскої республіки. За його наказом було зміцнено залогу в Пскові. Згодом зведено фортецю Копорьє, де розташовано комори з харчами та зброєю. За цим зайнято Лугу. Водночас почалася християнізація місцевої чуді, яка підкорилася лівонцям.
Втім У 1242 році князь Олександр Ярославовчи, якого запросив Новгород, зумів відвоювати Копорьє і Псков. У битві на Чудському озері 5 квітня 1242 року лівонці на чолі із Андреасом фон Фельфеном зазнали тяжкої поразки. Наслідком цього було укладання мирної угоди, за якою Новгородській республіці поверталася Луга та Водська п'ятина. Невдовзі фон Фельфен втратив свою посаду на користь Дітріха фон Ґрюнінгена.

### Друге урядування
1248 року обирається ландмейстором Лівонського ордену. Спрямував зусилля на боротьбу з литовським князем Міндовгом, який підтримував балтські племена жмудів, земгалів, куршів, яких Орден вважав своїми підданими. Андреас фон Фельфен уклав союз з князем Данилом Галицьким, спрямований проти Литви. Втім 1250 року лівонці не надали підтримки галицькому князю під час походу того проти Міндовга, оскільки в цей час до Риги прибув Товтивіл, князь Полоцький, де прийняв католицтво. Його за підтримки жмудського князя вікинта лівонський магістр планував посадити на литовський трон. Того ж року здійснив успішний похід до Земгалії.
На початку 1251 року Міндовг вступив в перемовини Андреасом фон Фельфеном. На особистій зустрічі з останнім Міндовг обіцяв прийняти католицьке хрещення, а натомість попросив королівський титул від папи римського Іннокентія IV, який схвалив цю угоду. В тому ж році князь литовський Міндовг разом з дружиною і багатьма підданими прийняв католицьке хрещення. Влітку 1253 року Андреас фон Фельфен брав участь у коронації Міндовга, здійсненої Генріхом, єпископом Кульмським. Натомість литовський володар поступився Ордену землями ятвягів, жмудів, селів, куршів, земгалів. При цьому Товтивіл отримав князівство Полоцьке. 
У тому ж 1253 році Андреас фон Фельфен уклав мирну угоду з Олександром Ярославичем, за якою лівонці мали права звести в Німецькій колонії в Новгороді католицький костел. 
Невдовзі за цим відмовився від своєї посади і виїхав до Зальцбургу. Тимчасовий очільником став Еберхард фон Зайн. Помер Андреас фон Фельфен у 1263 році.